# Stratton Hills
Stratton Hills är en kulle i Antarktis. Den ligger i Östantarktis. Nya Zeeland gör anspråk på området. Toppen på Stratton Hills är 850 meter över havet, eller 182 meter över den omgivande terrängen. Bredden vid basen är 2,7 km.
Terrängen runt Stratton Hills är huvudsakligen kuperad, men åt nordost är den bergig. Trakten är obefolkad. Det finns inga samhällen i närheten. 